# Saint-Rémy-aux-Bois
Pour les articles homonymes, voir Saint-Rémy.
Ne doit pas être confondu avec Saint-Rémy-au-Bois.
Saint-Rémy-aux-Bois est une commune française située en région Grand Est, dans le département de Meurthe-et-Moselle  ainsi que dans l'arrondissement de Lunéville  et dans le canton de Lunéville-2.

## Géographie
Le centre du village est à 283 mètres d'altitude. Le point le plus élevé est à 325 mètres dans la forêt communale. le point le plus bas est à 265 mètres, à l'entrée du Loro sur le territoire de Loromontzey.
Saint-Rémy-aux-Bois est en bordure Nord du vaste massif forestier de Charmes. Ce massif est traversé par un chemin forestier dit de la Verrerie, lequel relie le village à la verrerie de Portieux dans les Vosges.
Saint-Rémy-aux-Bois se situe à 12 km de Bayon, 27 km de Lunéville et 9 km de Charmes. 
| Loromontzey     | Borville              | Rozelieures  |
| Charmes Vosges  | Saint-Rémy-aux-Bois   | Saint-Boingt |
| Essegney Vosges | Damas-aux-Bois Vosges |              |

## Hydrographie
La commune est dans le bassin versant du Rhin au sein du bassin Rhin-Meuse. Le territoire communal est drainé par plusieurs ruisseaux dont les eaux aboutissent toutes dans l'Euron. Les principaux cours d'eau sont le Loro qui prend sa source en amont de Mattecourt. Il traverse le territoire de Loromontzey, donne son nom au hameau de Loro, puis continue par Villacourt pour se jeter dans l'Euron à Froville. le Pratieux se jette dans Le ruisseau de la Fontaine St-Claude un peu en amont du village. Ce dernier prend sa source sur le territoire de Saint-Germain, passe tout près du village de Saint-Rémy et se jette dans le ruisseau de Viller. Ce dernier n'a qu'une petite partie de son cours sur le territoire communal. Il se jette dans le Loro à son entrée sur Loromontzey,.

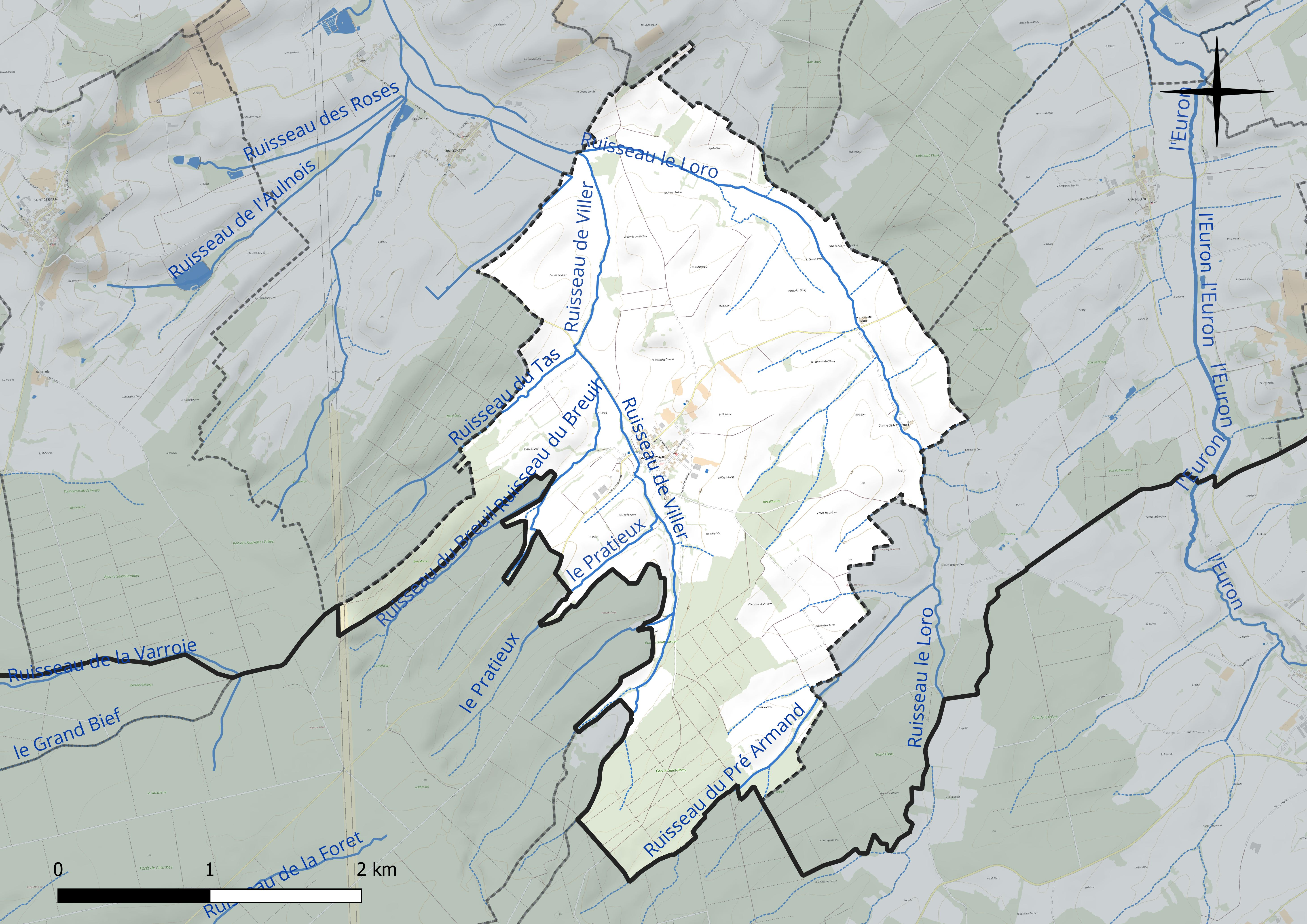
Réseau hydrographique de Saint-Rémy-aux-Bois.

### Climat
Pour des articles plus généraux, voir Climat du Grand Est et Climat de Meurthe-et-Moselle.
En 2010, le climat de la commune est de type climat des marges montargnardes, selon une étude du Centre national de la recherche scientifique s'appuyant sur une série de données couvrant la période 1971-2000. En 2020, Météo-France publie une typologie des climats de la France métropolitaine dans laquelle la commune est exposée à un climat semi-continental et est dans la région climatique Lorraine, plateau de Langres, Morvan, caractérisée par un hiver rude (1,5 °C), des vents modérés et des brouillards fréquents en automne et hiver.
Pour la période 1971-2000, la température annuelle moyenne est de 9,5 °C, avec une amplitude thermique annuelle de 17 °C. Le cumul annuel moyen de précipitations est de 932 mm, avec 12,4 jours de précipitations en janvier et 9,8 jours en juillet. Pour la période 1991-2020, la température moyenne annuelle observée sur la station météorologique de Météo-France la plus proche, « Roville », sur la commune de Roville-aux-Chênes à 16 km à vol d'oiseau, est de 10,3 °C et le cumul annuel moyen de précipitations est de 833,3 mm. 
La température maximale relevée sur cette station est de 40 °C, atteinte le 25 juillet 2019 ; la température minimale est de −24,5 °C, atteinte le 2 janvier 1971,,.
Les paramètres climatiques de la commune ont été estimés pour le milieu du siècle (2041-2070) selon différents scénarios d'émission de gaz à effet de serre à partir des nouvelles projections climatiques de référence DRIAS-2020. Ils sont consultables sur un site dédié publié par Météo-France en novembre 2022.

## Urbanisme

### Typologie
Au 1er janvier 2024, Saint-Rémy-aux-Bois est catégorisée commune rurale à habitat très dispersé, selon la nouvelle grille communale de densité à sept niveaux définie par l'Insee en 2022.
Elle est située hors unité urbaine. Par ailleurs la commune fait partie de l'aire d'attraction de Nancy, dont elle est une commune de la couronne,. Cette aire, qui regroupe 353 communes, est catégorisée dans les aires de 200 000 à moins de 700 000 habitants,.

### Occupation des sols
L'occupation des sols de la commune, telle qu'elle ressort de la base de données européenne d’occupation biophysique des sols Corine Land Cover (CLC), est marquée par l'importance des territoires agricoles (76,2 % en 2018), en diminution par rapport à 1990 (78,9 %). La répartition détaillée en 2018 est la suivante : 
terres arables (38,3 %), prairies (37,9 %), forêts (18,4 %), zones urbanisées (2,7 %), milieux à végétation arbustive et/ou herbacée (2,7 %). L'évolution de l’occupation des sols de la commune et de ses infrastructures peut être observée sur les différentes représentations cartographiques du territoire : la carte de Cassini (XVIIIe siècle), la carte d'état-major (1820-1866) et les cartes ou photos aériennes de l'IGN pour la période actuelle (1950 à aujourd'hui).

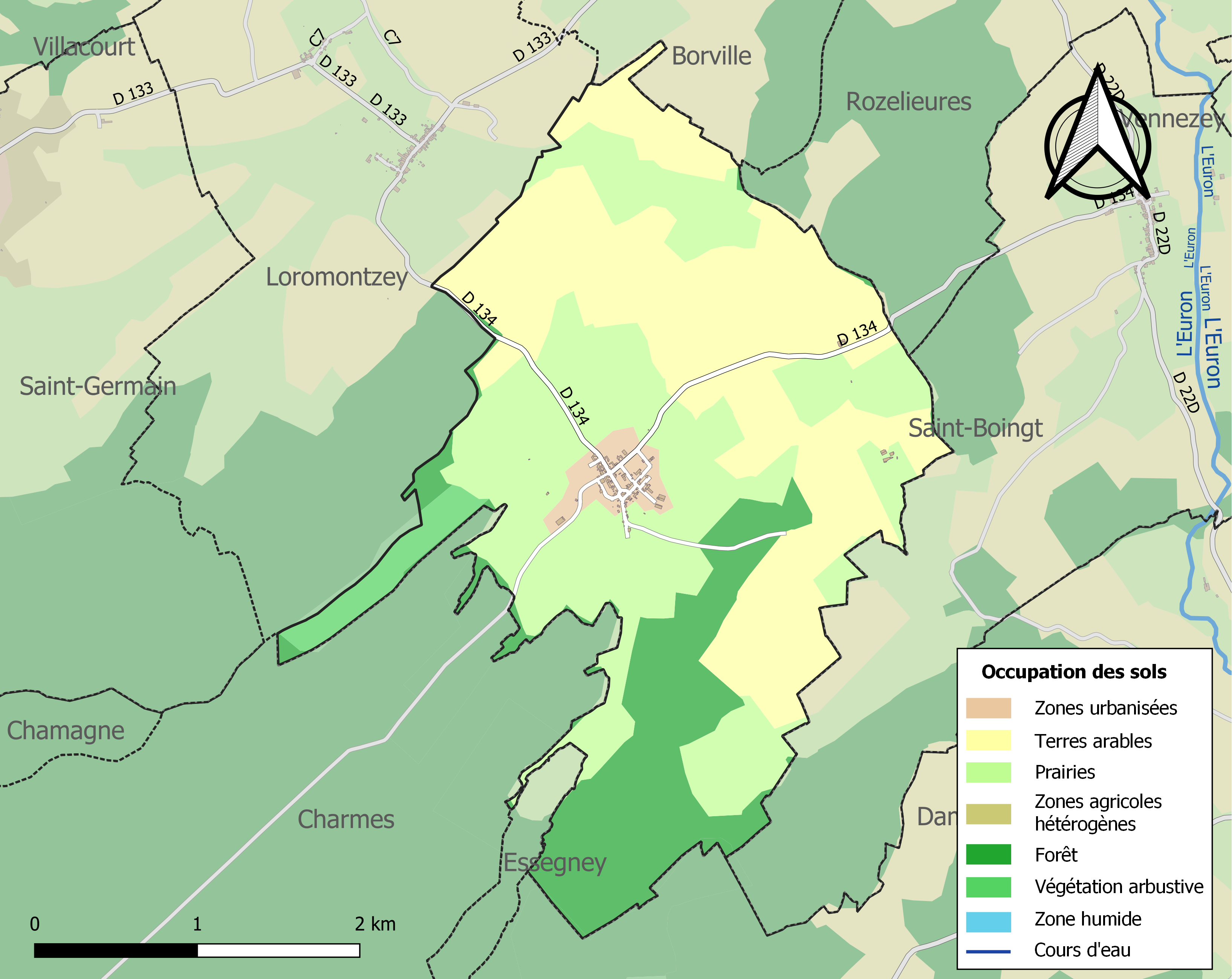
Carte des infrastructures et de l'occupation des sols de la commune en 2018 (CLC).

## Toponymie
Dans les anciens documents, on trouve les formes suivantes : Parochiatus Sancti-Remigii (1176) ; Sainct-Remeig, Sainct-Remei-on-boix (1420) ; Sainct-Remey-on-boix (1421) ; Saint-Remey (1431) ; Saint-Remeig-au-boix (XVIe siècle) ; Saint-Remy-au-bois (1600).
L'orthographe officielle reflète mal l'histoire du toponyme car le prénom Remy ne prenait jamais d'accent aigu en Lorraine. La page Wikipedia de Domremy-la-Pucelle donne tous les détails nécessaires à la compréhension de ce régionalisme. Henri Lepage dont la rigueur est légendaire ne place lui non plus aucun accent quand il parle de Saint-Remy-aux-Bois. La Monographie de 1888 ne place pas d'accent, pas plus que Paul Marichal dans le dictionnaire topographique du département des Vosges. Lucien Adam qui cite Saint-Remy à de très nombreuses reprises dans son ouvrage « les patois lorrains » ne met pas non plus d'accent.
Saint-Rémy est un hagiotoponyme qui fait référence à Remigius, de l'oïl saint et du nom du saint, traité comme Remedius.
Selon l'INSEE, Saint-Rémy devient Saint-Rémy-aux-Bois le 2 avril 1961. Encore , en 2020, on prononce localement « Saint R'my ».

## Histoire
Selon les travaux d'Henri Lepage, on est tenté de dire que l'écart de Mattecourt serait le village originel puisqu'une église y est mentionnée en 1173 alors que Saint-Remy à la même période apparaît comme simple composant de paroisse ou territoire paroissial (Parochiatus).
1157 : Hillin (Hillinus) archevêque de Trèves confirme les biens en possession de l'abbaye de Belchamp. La liste publiée comprend un alleu à Villare. Il s'agit d'un domaine rural sur le territoire de Saint-Rémy-aux-bois, lieu-dit Villers.
1171 : Pierre de Brixey, évêque de Toul, abandonne la dîme de Saint-Rémy au profit des religieux de Beaupré.
1178 : Conon surnommé Mordan donne tout ce qu'il possède à Saint-Rémy à l'abbaye de Beaupré.
1399, le 8 février, Mathieu de Saint-Rémy donne son dénombrement à Alix, comtesse de Vaudémont pour tout ce qu'il possède à Saint-Rémy.
1400, le 11 juin, les habitants obtiennent leurs affouages dans les forêts de Thermes et de Tilles.
1421, la moitié du village est engagée par le duc de Lorraine à Henri, son fils « bâtard de Belmont ». Parmi les impôts dû par les habitants à cette époque, il est intéressant de noter que chaque porc paiχonnal était taxé de trois deniers. Un porc paiχonnal ou paihhonnal est un porc engraissé à la pâture forestière.
1569, des lettres patentes en date du 15 décembre permettent aux habitants de prendre 100 jours (environ 20 ha) de bois dans la forêt de Thermes.
1576, le 3 décembre, Jean du Chastellet seigneur de Thons, Gaspard de Marcossey seigneur de Coing, Harry de Savigny seigneur de Leymont, Jean du Chastellet et Georges de Nettancourt donnent leur dénombrement pour ce qu'ils possèdent à Saint-Rémy et à Villacourt.
1615, le 16 octobre, Jean de Noilhan commandeur de Saint-Jean de Nancy consent un bail à Jean Connot tabellion à Châtel-sur-Moselle sur tous les droits qu'il a à Saint-Rémy.
1627, selon les comptes du domaine de Rozière (Rosières-aux-Salines ?), les rentes d'argent de Saint-Rémy se lèvent sur les maisons.
1710, le village compte 30 ménages.
1713, le 4 juillet, Georges Guilbert conseiller au bailliage de Nancy fait ses fois et honneur pour la seigneurie du fief de Saint-Rémy. Dans le même acte, il est noté que le château est présentement ruiné.
1857 : 27 personnes meurent du choléra.
1874, le 24 mai : Joseph Banier garde habitant Saint-Remy, ancien combattant et prisonnier de guerre, décède à la fin de sa captivité. Il est inscrit au « tableau d'honneur de la Meurthe ».

### Seconde Guerre mondiale
Le village est incendié par les SS en septembre 1944, puis bombardé et complètement rasé. Le village sera totalement reconstruit. Le 11 novembre 1948, le secrétaire d'État aux Forces armées, Max Lejeune a souligné le rôle important joué par le village dans la bataille pour la libération de la France. Le village a été cité à l'ordre de la division avec citation et attribution de la Croix de guerre 1939-1945 avec étoile d'argent.

### Écart de Mattecourt
Mattecourt se trouve à 2,5 kilomètres à l'est du territoire, en direction de Saint-Boingt. Il s'agit très probablement d'un ancien village.
Dans une charte de 896 de Charles le Simple alors réfugié en Lorraine en attendant son accession au trône de France, on lit que la paroisse de Loro avec ses dépendances voisines de Mattecourt est cédée aux moines du Saulnois.
En 1173, Mattecourt est l'objet d'une donation faite par Hasca, abbesse d'Épinal au profit de l'abbaye de Beaupré. Cette charte indique que le village de Matricort est détruit et qu'il n'y a plus ni paroisse, ni paroissien.
En 1174, une chartes de Gérard, comte de Vaudémont, donne à l'abbaye de Beaupré tout ce qu'il possède à Mattecourt. Les archives de l'abbaye mentionnent « le vicus de Matricort » ainsi que son « ecclesia » (église),.
Dans une chartes de 1175, l'abbaye de Saint-Mihiel donne à celle de Beaupré la terre de Saint-Denis, partiellement sur le finage de Mattecourt.
Il a existé une convention entre l'abbaye de Beaupré et Hugues de Vaudémont à propos du domaine de Mattecourt. Cet acte désigne le comte comme protecteur en contrepartie du versement d'une partie des revenus du monastère.
En 1891 Monsieur Gridel de Baccarat, propriétaire de la ferme de Mattecourt, découvre dans celle-ci des documents historiques dont personne ne soupçonnait l'existence. Il s'agit d'une quinzaine de titres sur parchemin dont le plus ancien est de 1491 et le plus récent de 1607. Ils sont tous munis du grand sceau de l'abbaye de Beaupré. La charte de 1560 donne la liste de tous les moines résidant à Mattecourt. Celle de 1607 mentionne l'autorisation de construire un moulin sur le domaine de Mattecourt dont les revenus bénéficieront aux seuls moines résidants. On suppose que ces pièces avaient été cachées pendant la guerre de trente ans.
Après l'abandon du monastère, Mattecourt devint une métairie. Dans la statistique administrative de 1822, le domaine y figure en tant que cense comprenant 20 habitants.

### L'Alleude Villers
Sur la carte actuelle de l'IGN, il existe sur le territoire de St-Rémy en direction de Loromontzey un lieu-dit nommé corvée de Viller.
Dans la liste de confirmation des biens de l'abbaye de Belchamp de 1157, on voit mentionner l'alleu de Villare (Villers). Dans un autre document, Henri Lepage situe ce domaine sur le territoire de Saint-Rémy-aux-Bois.

### Religion
L'ancienne paroisse catholique de Saint-Remy-aux-Bois eut la particularité d'être à deux reprises dirigée par un prêtre dissident.
Léopold est l'ainé des frères Baillard. Il est né à Borville le 10 octobre 1796.Il est ordonné prêtre le 7 avril 1821. Il est immédiatement nommé à la cure de Flavigny-sur-Moselle ce qui est une belle promotion pour un jeune curé. Ses excès de zèle vont d'abord provoquer l'admiration du courant monarchiste et des catholiques conservateurs. Cependant, ils sont doublés de maladresses et de violence verbale qui vont aussi lui valoir des inimitiés qui se retourneront contre lui. le 17 juin 1827, il fait un prêche d'une incroyable férocité à l'égard de jeunes paroissiens et ne ménage pas les insultes jugées déplacées dans la bouche d'un prêtre dans l'exercice de son ministère.  Les victimes de sa colère portent l'affaire en justice pour diffamation. Malgré une longue et complexe procédure, elles n'obtinrent pas de dommages et intérêts ; mais Baillard n'en sort pas indemne pour autant. Sa violence verbale et son engagement politicien ont fini par le discréditer. Lorsque survint la Révolution de 1830, sa hiérarchie fragilisée par les événements fut contrainte par les adversaires de Baillard de le renvoyer. Léopold se réfugie alors chez ses parents à Borville. La cure de Saint-Remy étant vacante, Baillard la dessert pendant les deux ans de son exil forcé. De retour en grâce, il est nommé dans la paroisse plus prestigieuse et surtout plus rémunératrice de Favières. Avec ses deux frères également prêtres, ils seront à l'origine d'un schisme religieux qui fit grand bruit à cette époque.
Joseph Xaé, prêtre, est né à Laronxe le 21 novembre 1844. Ceux qui l'ont connu le décrivent comme « un brave ecclésiastique, pur et illuminé, quoique un peu haltata (exalté) ». D'abord curé de Nonhigny, il est nommé à Saint-Remy le 30 mars 1911 où il décédera quelques années plus tard. Depuis Nonhigny, il rédige en 1893 une brochure intitulée « Compte rendu de la délivrance de sa sainteté Léon XIII, emprisonné dans les caves du Vatican ». Ce document servit de base au roman d'André Gide : les caves du Vatican. À cette époque, une rumeur affirme que le pape Léon XIII est retenu prisonnier par « un complot maçonnique » et remplacé par un sosie à la solde des « antes-Christ ». La brochure de Xaé prétend apporter les preuves de cette détention. La parution de ce document provoqua un vif émoi dans les milieux proches de l'église catholique. Le Vatican obtint sa censure et Xaé fut déplacé. Il rejoint alors le couvent de Loigny où il devint l’aumônier. Il s'enfonça dans le schisme et fut interdit par sa hiérarchie.
Dans le même temps, d'habiles escrocs utilisèrent les arguments de Xaé et organisèrent une croisade pour délivrer le pape en levant des fonds qui semble-t-il, furent assez conséquents. Bien entendu, l'argent n'arriva jamais à destination ce qui ne manqua pas d'éclabousser Xaé, bien qu'il ne fut pas mêlé à cette manœuvre.
Xaé finit par abjurer et se réconcilia avec l'église. Il est absous par Rome le 20 janvier 1900 puis nommé à la cure de Giriviller le 1er février 1900. Il est ensuite nommé à Saint-Remy le 30 mars 1911. Il fut alors comme frappé d'amnésie et prétendait ne pas se souvenir de démêlés avec sa hiérarchie. Il se fit encore remarquer en août 1914 pendant la bataille de Rozelieures. Il fit auprès d'un général, la prophétie que la guerre allait durer des années et s'étendre jusqu'à Jérusalem.

## Politique et administration
| Période    | Période                   | Identité                                      | Étiquette | Qualité                                                                         |
| ---------- | ------------------------- | --------------------------------------------- | --------- | ------------------------------------------------------------------------------- |
| 1852       |                           | Joseph Simon                                  |           | nommé par le préfet ; loi du 7/7/1852 ; décret du prince-président du même jour |
| avant 1893 |                           | Cosserat                                      |           |                                                                                 |
| mai 1935   |                           | Eugène Chrétien                               |           |                                                                                 |
| 1977       | 2000                      | Pierre CORBÉ                                  |           |                                                                                 |
| mars 2001  | En cours (au 30 mai 2020) | André Vigneron Réélu pour le mandat 2020-2026 |           |                                                                                 |

## Population et société

### Démographie
L'évolution du nombre d'habitants est connue à travers les recensements de la population effectués dans la commune depuis 1793. Pour les communes de moins de 10 000 habitants, une enquête de recensement portant sur toute la population est réalisée tous les cinq ans, les populations de référence des années intermédiaires étant quant à elles estimées par interpolation ou extrapolation. Pour la commune, le premier recensement exhaustif entrant dans le cadre du nouveau dispositif a été réalisé en 2007.

En 2022, la commune comptait 65 habitants, en évolution de −8,45 % par rapport à 2016 (Meurthe-et-Moselle : −0,13 %, France hors Mayotte : +2,11 %).
| 1793 | 1800 | 1806 | 1821 | 1831 | 1836 | 1841 | 1846 | 1851 |
| ---- | ---- | ---- | ---- | ---- | ---- | ---- | ---- | ---- |
| 293  | 360  | 352  | 362  | 374  | 463  | 474  | 505  | 483  |

| 1856 | 1861 | 1872 | 1876 | 1881 | 1886 | 1891 | 1896 | 1901 |
| ---- | ---- | ---- | ---- | ---- | ---- | ---- | ---- | ---- |
| 426  | 451  | 404  | 408  | 366  | 346  | 313  | 293  | 276  |

| 1906 | 1911 | 1921 | 1926 | 1931 | 1936 | 1946 | 1954 | 1962 |
| ---- | ---- | ---- | ---- | ---- | ---- | ---- | ---- | ---- |
| 264  | 258  | 229  | 212  | 159  | 166  | 72   | 125  | 132  |

| 1968 | 1975 | 1982 | 1990 | 1999 | 2006 | 2007 | 2012 | 2017 |
| ---- | ---- | ---- | ---- | ---- | ---- | ---- | ---- | ---- |
| 107  | 96   | 110  | 78   | 66   | 69   | 69   | 77   | 67   |

| 2022 | - | - | - | - | - | - | - | - |
| ---- | - | - | - | - | - | - | - | - |
| 65   | - | - | - | - | - | - | - | - |

## Culture locale et patrimoine

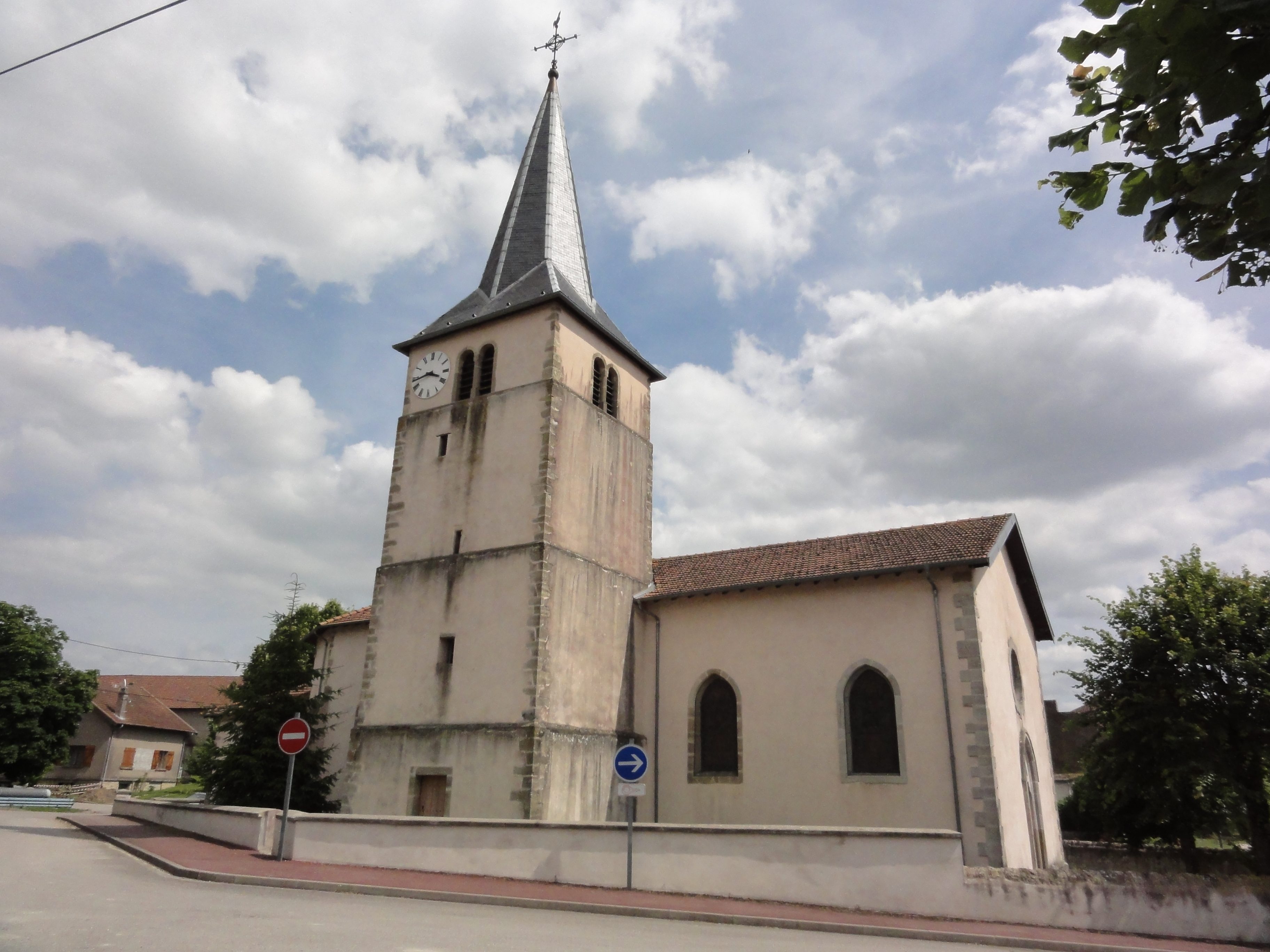
L'église.

### Lieux et monuments
Église Saint-Rémy (XVIIIe siècle)
Restaurée après 1944. La tour latérale à étages possède un clocher court. Sa nef et son abside sont ogivales. Le maître-autel est remarquable et possède un retable à étages. Son tabernacle est richement doté. Des statuettes en bois sculptés ornent les côtés du retable et semblent s'en détacher. Cet ensemble est complété par une statue représentant le Christ, dont les bras sont allongés. L'église de Saint-Rémy forme avec celle de Saint-Boingt et Saint-Germain, une trilogie artistique qui surprend et émerveille.

### Personnalités liées à la commune
- Charles Maudru (1859-1935), réalisateur né dans la commune.

### Héraldique, logotype et devise
| Blason de Saint-Rémy-aux-Bois | Blason  | Écartelé de sable et d'or, à la bande de gueules chargée de trois alérions d'argent brochant sur le tout, accompagnée au troisième d'un chat assis de sable. |
| Blason de Saint-Rémy-aux-Bois | Détails | Le statut officiel du blason reste à déterminer. |

### Blason populaire
Les habitants étaient surnommés en patois : « les chaittes de Saint-R'my », les chats de Saint-Rémy en français.